# Vaisigano
Vaisigano, zwany także Itu Asau – jeden z dystryktów Samoa. W 2001 roku liczba ludności wyniosła 6643 osób. Dystrykt położony jest w zachodniej części wyspy Savaiʻi. Ośrodkiem administracyjnym jest Neiafu.